# Pale di San Lucano
Le Pale di San Lucano sono un piccolo gruppo di cime dolomitiche, situate in Provincia di Belluno, a nord-est delle Pale di San Martino, da cui sono separate dalla profonda Valle di San Lucano. Sono le montagne che dominano ad ovest la conca agordina e devono il loro nome al santo eremita, che si ritirò in questa valle nel V secolo d.C.

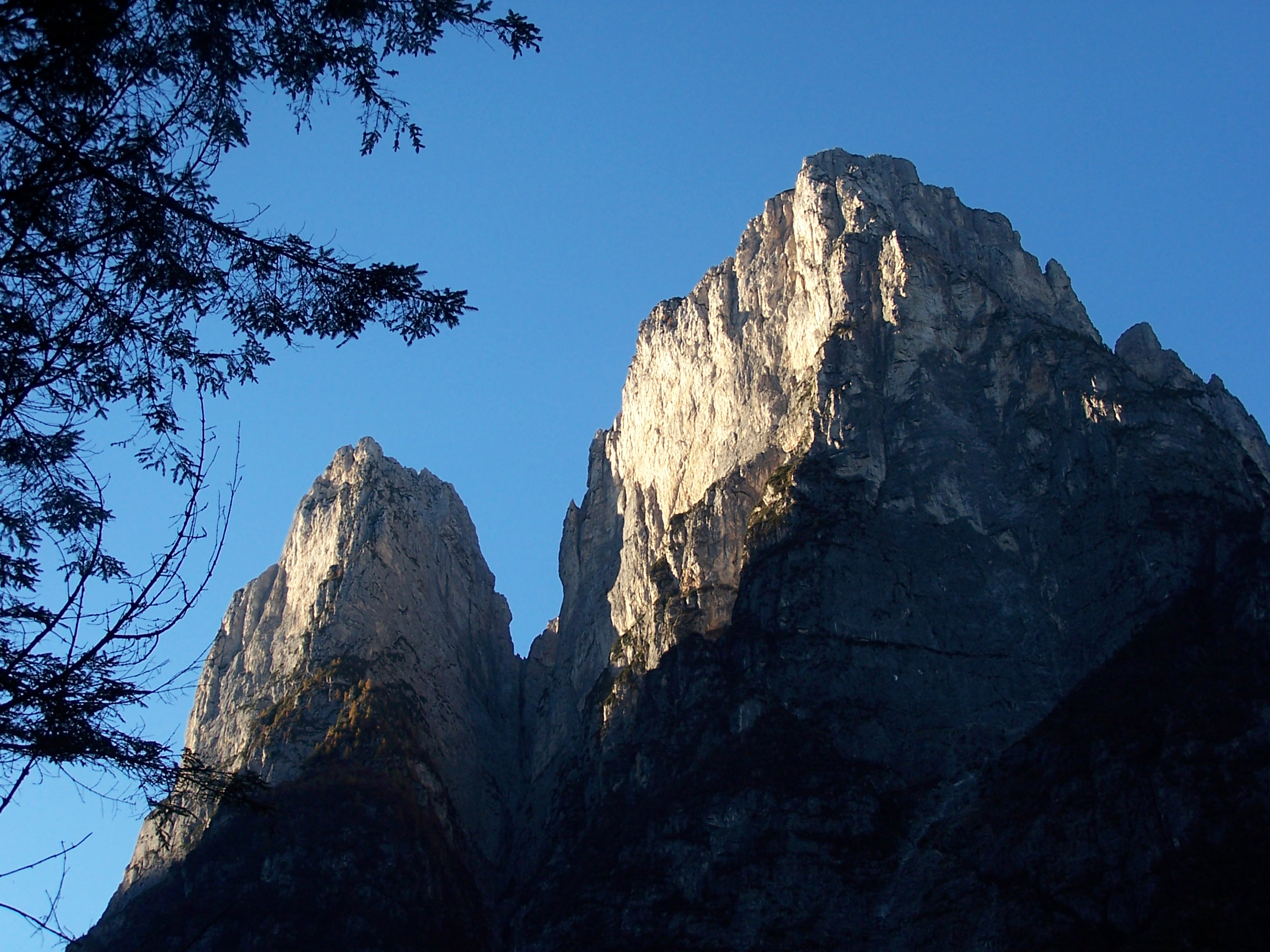
Pale di San Lucano dalla Valle di San Lucano

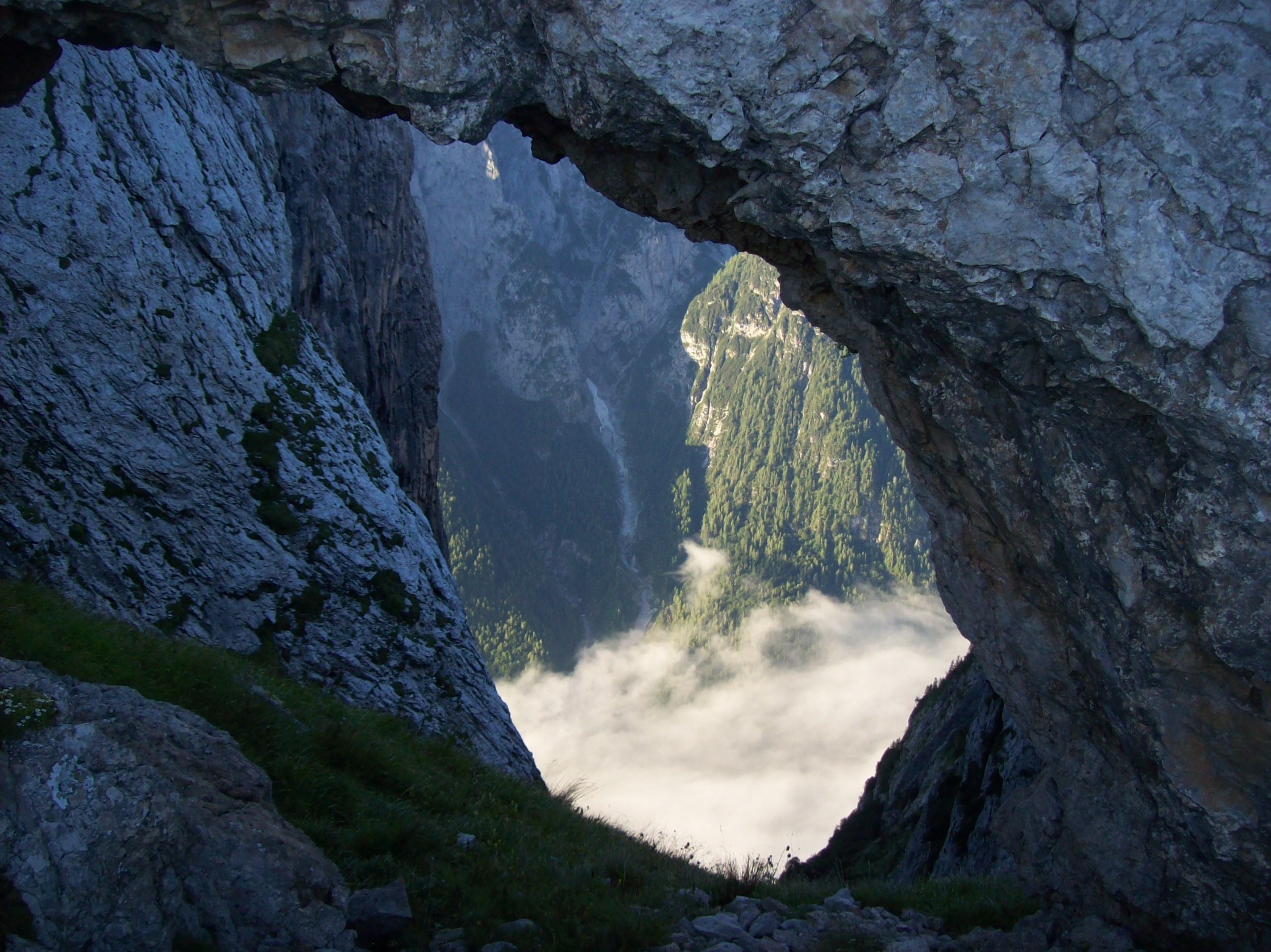
Arco del Bersanel

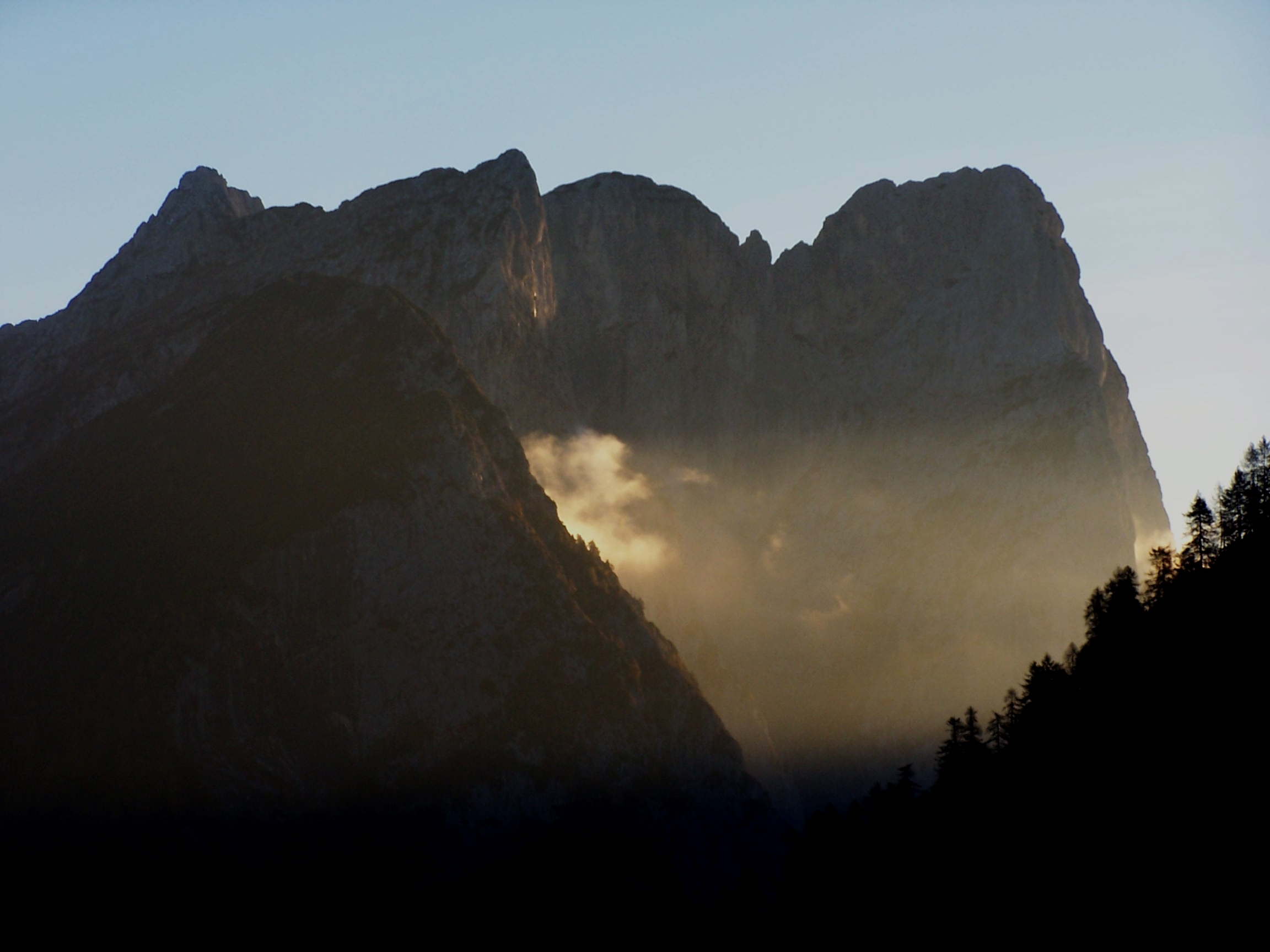
Pale di San Lucano

## Caratteristiche
I confini delle Pale di San Lucano sono:
- ad est i pendii che scendono direttamente nella valle del Cordevole nella conca agordina;
- a sud e ad ovest le alte pareti che precipitano nella Valle di San Lucano;
- a nord sono congiunte al massiccio di Cima Pape tramite la forcella Gardès.

## Classificazione
Secondo la SOIUSA le Pale di San Lucano sono un sottogruppo alpino ed hanno la seguente classificazione:
- Grande parte = Alpi Orientali
- Grande settore = Alpi Sud-orientali
- Sezione = Dolomiti
- Sottosezione = Dolomiti di Feltre e delle Pale di San Martino
- Supergruppo = Gruppo Pale di San Martino-Feruc
- Gruppo = Gruppo delle Pale di San Martino
- Sottogruppo = Sottogruppo delle Pale di San Lucano
- Codice = II/C-31.IV-(A.1.o

## Vette
Le cime principali del massiccio sono:
- Cime d'Ambrusogn: si elevano sul lato nord delle Pale e sono due cime ben distinte, orientale ed occidentale, che toccano i 2286 m;
- Prima Pala di San Lucano: è un altopiano erboso, circondato da alte pareti verticali eccetto che dal versante nord; sulla sua sommità sorge il Bivacco Bedin (2210 m); è collegata alla Seconda Pala ed al Monte San Lucano tramite la Forcella Besauzega, da cui scende l'omonimo Boràl;
- Seconda Pala di San Lucano: è la vetta più appariscente e massiccia del gruppo (2340 m), circondata da tutti i lati da profondi canaloni e pareti alte fino a 1400 m; è congiunta al Monte San Lucano dal Passo del Ciodo a nord, da cui scende il Boràl del Mul, diramazione secondaria del Boràl de la Besauzega;
- Monte San Lucano: è la vetta più alta del gruppo con i suoi 2406 m di altezza.
- Spiz di Lagunàz: è la vetta più interna e nascosta, perché sorge a metà dell'omonimo Boràl (2338 m); è completamente circondata da alte pareti verticali e strapiombanti ed è collegata al resto del gruppo tramite una cresta da cui spuntano la Torre di Lagunàz e la Torre del Boràl verso nord (verso Forcella Gardès), e con un'altra frastagliata cresta verso sud alla Terza Pala (da cui spunta la Punta Renato Casarotto);
- Terza Pala di San Lucano (2355 m): incombe direttamente sulla Valle di San Lucano con una parete di 1400 m ma, nonostante la sua vicinanza a centri abitati (Col di Prà) ed alla rotabile della valle, essa è considerata una delle cime più remote delle Alpi; infatti solo poche cordate ne hanno calcato la cima nel corso degli anni, attraverso i suoi lunghi ed impervi itinerari.

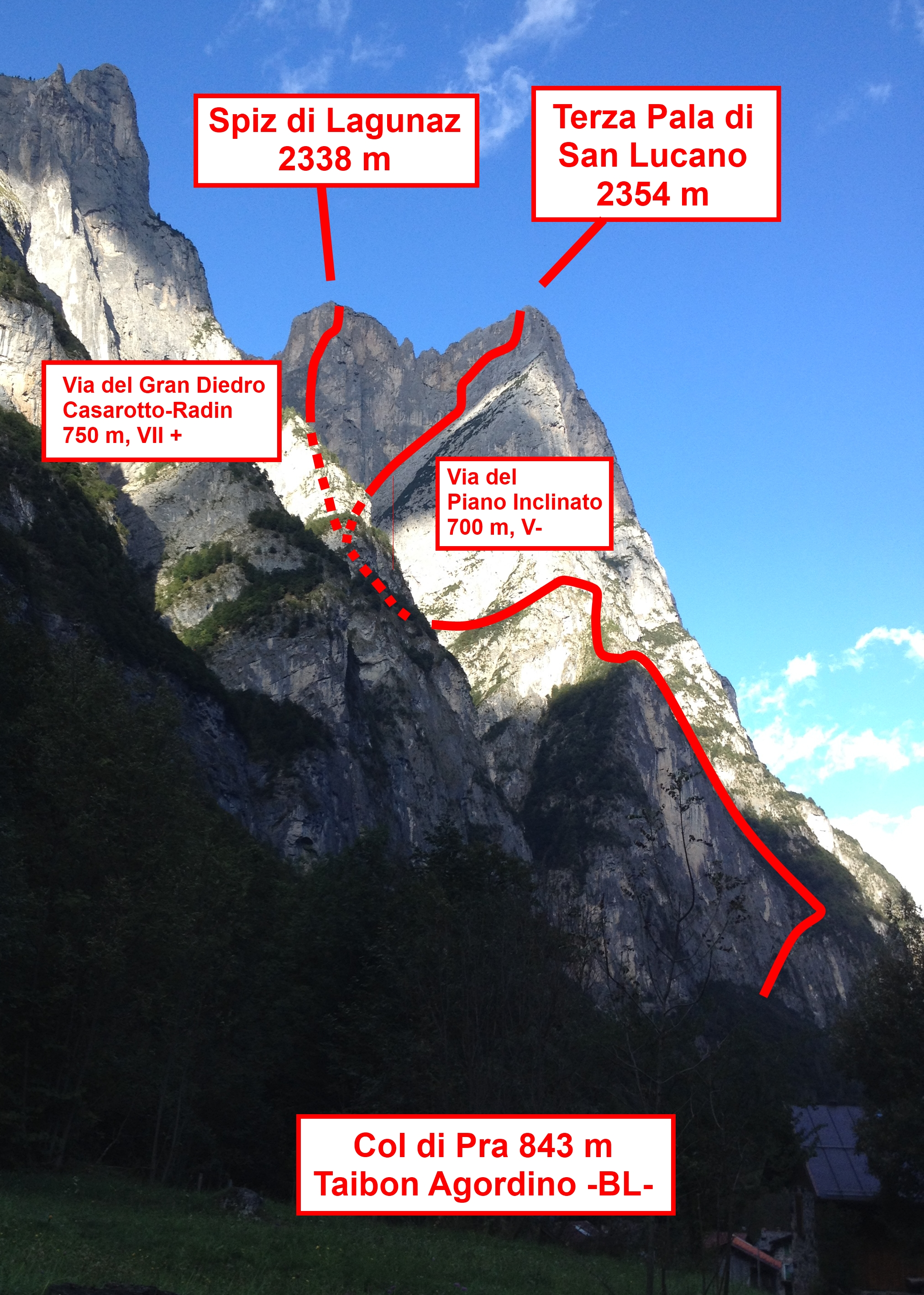
Diedro Casarotto-Radin e Piano Inclinato sulla Terza Pala di San Lucano

- Cime di Van del Pèz o Quarta Pala di San Lucano: è un'imponente struttura situata sulla dorsale che parte da Forcella Gardès verso sud. A nord si presenta come un pendio roccioso ed erboso, mentre a sud come una grande parete rocciosa che cade nel fondovalle. Da una sua punta secondaria, il Pizzet, nel 1908 si staccò una frana che seppellì i piccoli paesi di Prà e Lagunàz.
- Lastìa di Gardès o Quinta Pala di San Lucano: è la più occidentale delle Pale; degrada dolcemente verso nord con pendii boscosi, mentre presenta, come le altre cime, una grande parete di 1300 m verso sud, che cade sull'abitato di Col di Prà con una levigata parete.
- Col dei Gai: è un modesto rilievo situato a ovest della Lastìa di Gardès; degrada con pendii boscosi a nord e con una frastagliata e bassa parete a sud.

## Alpinismo
L'esplorazione delle Pale di San Lucano è un fatto abbastanza recente, in quanto sono sempre state all'ombra dei gruppi dolomitici più famosi (come il dirimpettaio Agnèr o la vicina Civetta). Esse erano nell'antichità meta esclusiva di cacciatori di camosci e di pastori, come testimoniano le casere sul versante settentrionale.
La prima salita alpinistica ad una cima delle Pale di San Lucano è avvenuta nel 1930, ad opera del giovane arrampicatore bellunese Attilio Tissi in compagnia di Giovanni Andrich, compiendo la prima di una lunga serie di ascensioni portate a termine dai due, lungo lo spigolo est della Terza Pala. I due bivaccarono e scesero per la medesima via di salita.
Un anno dopo la zona venne visitata da Emilio Comici con altri due compagni, Giorgio Brunner e Ovidio Opiglia, che, saliti in quota verso forcella Gardès, tentarono la salita dello Spiz di Lagunaz. Data l'ora tarda, però, la comitiva si arrese sulla Torre del Boràl, compiendo la prima ascensione di questa e della torre precedente, la Torre di Lagunàz. Comici però ritornò l'anno successivo, il 1932, con Massimina Cernuschi e lo stesso Brunner, e ripercorse l'itinerario in precedenza esplorato fino alla Torre del Boràl; poi scalò una difficile fessura-camino e raggiunse coi compagni la cima dello Spiz di Lagunàz.
Dopo questa vicenda, le pale vennero visitate solo nel 1934 da Bruno Detassis, che salì il Campanile della Besauzega; poi per altri 36 anni queste montagne persero interesse e tornarono nell'oblio.
Fu solo nel 1970 che l'interesse per le smisurate muraglie delle Pale di San Lucano si riaccese, grazie ad Alessandro Gogna. Egli, insieme a Leo Cerruti, scalò l'immensa parete sud della Seconda Pala, rimanendo incantato da queste montagne ancora selvagge e poco esplorate. Gogna tornò anche negli anni successivi: nel 1973 scalò la parete sud della Terza Pala lungo la via Paolo Armando (con Aldo Anghileri, Piero Ravà e Gianluigi Lanfranchi) e nel 1974 salì la parete est della Seconda Pala (con Giovanni Favetti e Flavio Ghio) e la parete sud della Quarta Pala attraverso lo sperone (con gli stessi compagni).
Contemporaneamente anche Roberto Lagunàz ed i fratelli Bien esplorano queste pareti, tracciando nel 1974 la via dello spigolo alla Seconda Pala e la via del diedro. 
Nel 1974 mise piede in Valle di San Lucano, affascinato dalle grandi pareti delle pale, Renato Casarotto, che iniziò la sua esplorazione, assieme a Piero Radin, con la salita della parete sud della Quarta Pala per una via a sinistra della via Gogna e successivamente, l'8 dicembre 1974, effettuò in giornata la prima ascensione della parete est sempre della medesima cima, la parete più interna al Boràl di Lagunàz. Una volta arrivato in cima, notò un poderoso diedro sul fianco ovest dello Spiz di Lagunàz e quindi ritornò sulle Pale l'anno successivo, il 1975, per compierne la prima ascensione. Fu una scalata particolarmente dura, durata cinque giorni e continuamente funestata dal maltempo. Casarotto e Radin scesero nella nebbia lungo il medesimo itinerario di salita con una serie di rocambolesche calate in corda doppia.
Casarotto tornò anche nei due anni successivi, il 1976 ed il 1977, in cui portò a termine l'ascensione della via del Piano Inclinato alla Terza Pala e il diedro sud dello Spiz di Lagunàz in compagnia di Bruno de Donà. 
Quest'ultima via, secondo le note tecniche di Renato, avrebbe dovuto essere la prima via di VII nelle Dolomiti, ma la redazione della rivista del CAI gli consigliò di essere più cauto nei giudizi: "...quest'itinerario manterrà il suo valore e le sue caratteristiche, forse considerabili ormai al mitico livello evocato dai più grandi scalatori, a condizione che nelle eventuali ripetizioni vengano osservate alcune regole affatto nuove, intese nel non usare una chiodatura sistematica, nel non utilizzare chiodi a pressione, nel non effettuare varianti al percorso originale (appunto con chiodatura sistematica o a pressione). Diversamente altro non si otterrebbe che un assurdo svilimento, senza poter fare alcun passo in avanti per quanto riguarda il confronto con le difficoltà (riferite alle Alpi Orientali e alle Dolomiti in particolare) degli itinerari definiti di VI aperti negli anni antecedenti il 1970 e quelli successivi a tale data."
Successivamente alle scalate di Casarotto, nel 1979, le Pale di San Lucano vennero visitate da una delle cordate più famose e creative dell'epoca: Franco Miotto e Riccardo Bee, che aprirono una imponente via sulla parete sud della Seconda Pala, incrociando la via di Gogna. Questa scalata, effettuata nel maggio del '79, fu resa particolarmente insidiosa dalle scariche di sassi e neve dal camino sommitale della parete sud, che costrinse i due ad arrampicare solo nelle ore più fresche del giorno, questo per il fatto che la calotta sommitale era ancora piena di neve. I mesi successivi furono invece impegnati nella scalata del poderoso pilastro sud-ovest dello Spiz di Lagunàz, tra i due diedri di Casarotto, impresa riuscita dopo diversi tentativi andati a vuoto e compiuta con l'aiuto dell'amico Stefano Gava.
Dopo questa fase di esplorazione "pionieristica", per le Pale inizia negli anni Ottanta un nuovo periodo in cui spiccano le figure di Lorenzo Massarotto e dei fratelli De Biasio di Cencenighe. Massarotto esplorò sistematicamente tutti i versanti delle Pale di San Lucano, effettuando prime ripetizioni, solitarie, invernali ed aprendo numerose vie nuove (ad esempio la "via dei Magnarùse", la "via in sei", la via "pòpi in azione" alla Prima Pala, la via "Flora", la via "dolce dormire" alla Seconda Pala, la via "la Figlia di Naguàl" alla Terza Pala); lo stesso dicasi per i De Biasio (prima via alla parete sud della Prima Pala, la via allo spigolo di sinistra sulla stessa, via dei "cencenighesi" e via "Augusto" al Campanile Besauzega e molte altre).
Dagli anni Novanta in poi si sono moltiplicati gli itinerari sulle pareti delle Pale, anche difficilissimi, e tra tutti emerge Ivo Ferrari, l'alpinista più attivo su queste montagne alla fine del XX secolo-inizio XXI, che eseguì numerose ripetizioni solitarie ed invernali ed aperture di nuovi itinerari, come la superba "via per l'ultimo zar" al Pilastro Titàn della Prima Pala di San Lucano, aperta con Gianpaolo Galiazzo. Nel 2012 è stato scalato anche il pilastro ovest dello Spiz di Lagunàz, da Heinz Grill, Ivo Rabanser e Stephan Comploj, e lo hanno dedicato a Massarotto. Lo stesso Grill è tornato sul Lagunàz ed ha aperto una seconda via sul pilastro dei Bellunesi, a destra della via di Miotto-Bee-Gava.

## Ascensioni
Tutte le vie delle Pale di San Lucano sono poco ripetute e rimaste per la maggior parte allo stato originario. Alcune attendono ancora la prima ripetizione. Il clima di questo piccolo massiccio è molto particolare; infatti l'esposizione a sud delle pareti fa sì che su di esse vi sia un caldo sensibile anche d'inverno, proprio quando i versanti settentrionali sono coperti di neve e ghiaccio. In estate, poi, il caldo rende proibitive alcune ascensioni. Inoltre le pareti si ergono al di sopra di grossi zoccoli coperti di fitta vegetazione, che richiedono esperienza del terreno. Eccetto lo Spiz di Lagunàz ed i satelliti, comunque, tutte le cime sono raggiungibili da nord per pendii erbosi e qualche salto roccioso.
Il principale punto di appoggio del massiccio è il Bivacco Bedin, situato sulla cima della Prima Pala e raggiungibile per comodo sentiero da Pradimezzo. Alcune vecchie malghe, come Malga Ambrusogn, fungono da riparo per gli escursionisti.
Le vie più frequentate del massiccio sono:
- Diedro Casarotto-Radin allo Spiz di Lagunàz, in assoluto la via più ripetuta e famosa (750 m di VI+ e pp. di A1, più 500 m di zoccolo);
- La via del piano inclinato degli stessi Casarotto e Radin alla terza Pala (800 m fino al V- più 500 m di zoccolo e lunga discesa);
- Spigolo Tissi-Andrich alla Terza Pala (1350 m fino al V-);
- Diedro Casarotto-De Donà allo Spiz di Lagunàz, meno frequentato del parallelo Casarotto-Radin (750 m fino al VI+);
- Via Gogna-Favetti-Ghio alla parete est della Seconda Pala (800 m di IV e pp. di V);
- Diedro Cesare Levis alla parete est della Seconda Pala (800 m di V e VI);
- Via Flora sempre alla parete est della Seconda Pala (800 m fino al VI-).

Altre vie sulla Prima e Seconda Pala hanno qualche ripetizione, ma sono poco frequentate. Altri itinerari sulla Quarta Pala sono divenuti sconsigliabili a causa di una frana caduta nel 2011.